# Daniel Pineda
Daniel Pineda Contreras (né le 19 septembre 1985 à Concepción) est un athlète chilien, spécialiste du saut en longueur.

## Biographie
Champion panaméricain en 2011, il détient le record chilien de sa spécialité, avec 8,08 m réalisés à Santiago du Chili le 21 avril 2012.

### Palmarès
| Date | Compétition                    | Lieu         | Résultat | Performance |
| ---- | ------------------------------ | ------------ | -------- | ----------- |
| 2010 | Championnats ibéro-américains  | San Fernando | 10e      | 7,33 m      |
| 2011 | Championnats d'Amérique du Sud | Buenos Aires | 3e       | 7,82 m      |
| 2011 | Jeux panaméricains             | Guadalajara  | 1er      | 7,97 m      |
| 2017 | Championnats d'Amérique du Sud | Luque        | 3e       | 7,87 m      |